# Bismarck-Gedächtnis-Kirche

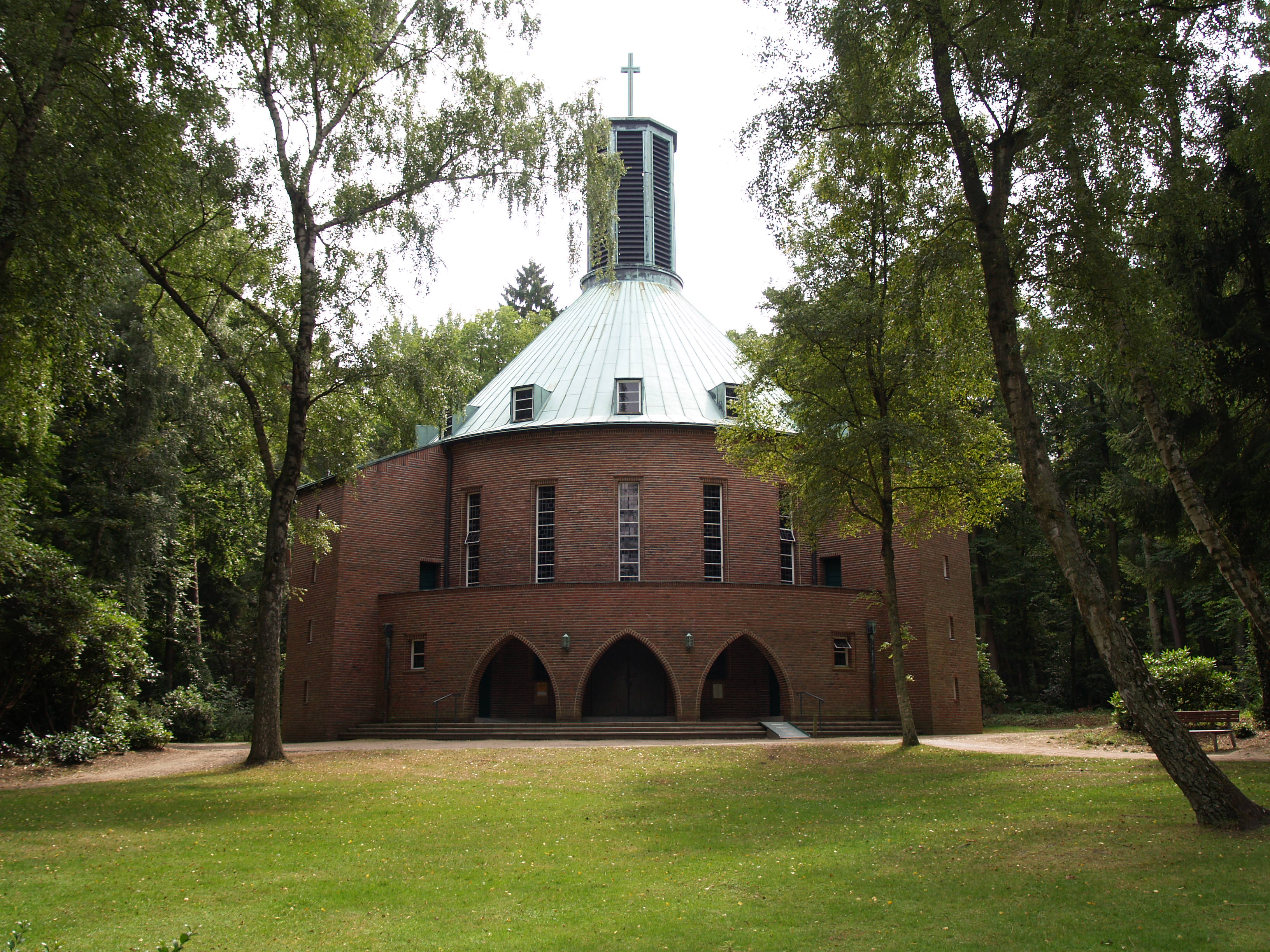
Bismark-Gedächtnis-Kirche in Aumühle

Die Bismarck-Gedächtnis-Kirche ist ein evangelisch-lutherisches Kirchengebäude in Aumühle, Kreis Herzogtum Lauenburg in Schleswig-Holstein. Sie gehört zur Evangelisch-Lutherischen Kirche in Norddeutschland (Nordkirche).

## Lage
Aumühle liegt östlich von Hamburg, wo sich auch der Sachsenwald befindet. Hier liegt auch der zu Aumühle gehörende Ortsteil Friedrichsruh, wo Reichskanzler Otto von Bismarck seine letzten Lebensjahre verbracht und im Bismarck-Mausoleum auch seine letzte Ruhe gefunden hat. Nicht weit davon, etwa zweieinhalb Kilometer südwestlich, liegt die Bismarck-Gedächtnis-Kirche am südlichen Ortsrand von Aumühle, keine zwei Kilometer von der benachbarten Wohltorfer Heilig-Geist-Kirche entfernt, von Wald umgeben und neben dem im Wald liegenden gemeinsamen Friedhof von Aumühle und Wohltorf.

## Geschichte
Die Kirche wurde von den Hamburger Architekten Heinrich Bomhoff und Hermann Schöne entworfen. Der Grundstein wurde am 30. Todestag Bismarcks, am 30. Juli 1928 gelegt und am 30. Juli 1930 konnte die Kirche eingeweiht werden.
Der Ausführung dieses Gebäudes ging eine lange Vorgeschichte voraus. Ursprünglich gehörte Aumühle zur Kirchengemeinde Brunstorf. Das änderte sich 1910 mit der Gründung der Kirchengemeinde Friedrichsruh–Aumühle–Wohltorf. Seither gab es den Plan, eine gemeinsame neue Kirche zwischen Aumühle und Wohltorf zu bauen. Es gab einen ersten Architektenwettbewerb für eine große Kirche. Der Erste Weltkrieg und die darauf folgende Inflation verzögerten diese Pläne, bis sie sich endgültig zerschlugen, als die Wohltorfer 1927 erreichten, dass sie eine eigene Kirchengemeinde bilden konnten. So wurde neu geplant für eine neue kleinere Kirche nur für Aumühle, die in der Nähe der Bismarckschen Gedenkstätten von Friedrichsruh errichtet werden sollte und deshalb auch zu ihrem Namen kam. Den Zuschlag für die Planung erhielten die Architekten Bomhoff und Schöne.
In den Jahren 1966 und 1967 wurde die Kirche zu einer Zeit guter finanzieller Lage der Gemeinde von Architekt Friedhelm Grundmann umgestaltet: Die symbolträchtige und statisch vorteilhafte, aber liturgisch problematische Mittelsäule verschwand. Die Dachlast wurde durch einen seitlich abgestützten Träger übernommen. Dies erlaubte eine neue Gestaltung des Innenraums.

## Architektur
Die Kirche ist eine Rundkirche des Backsteinexpressionismus mit steilem Kegeldach, aus dessen Mitte sich ein schlanker Dachreiter erhebt. Auf der nordwestlichen Eingangsseite ist eine niedere Eingangshalle mit drei spitzbogigen Öffnungen zwischen zwei angebaute Treppenaufgänge gesetzt und auf der gegenüber liegenden Seite eine vorgesetzte Nische, die ursprünglich den Altar aufgenommen hatte, nach der Umgestaltung aber den Platz für den Taufstein bietet. Der Altar ist jetzt in die Mitte gerückt, so dass die Sitzplätze von drei Seiten um ihn angeordnet werden konnten. Belichtet wird die Kirchen von zwölf hochrechteckigen Fenstern, die von John Reinert Nickelsen thematisch in Bezug auf die zwölf Apostel gestaltet sind.

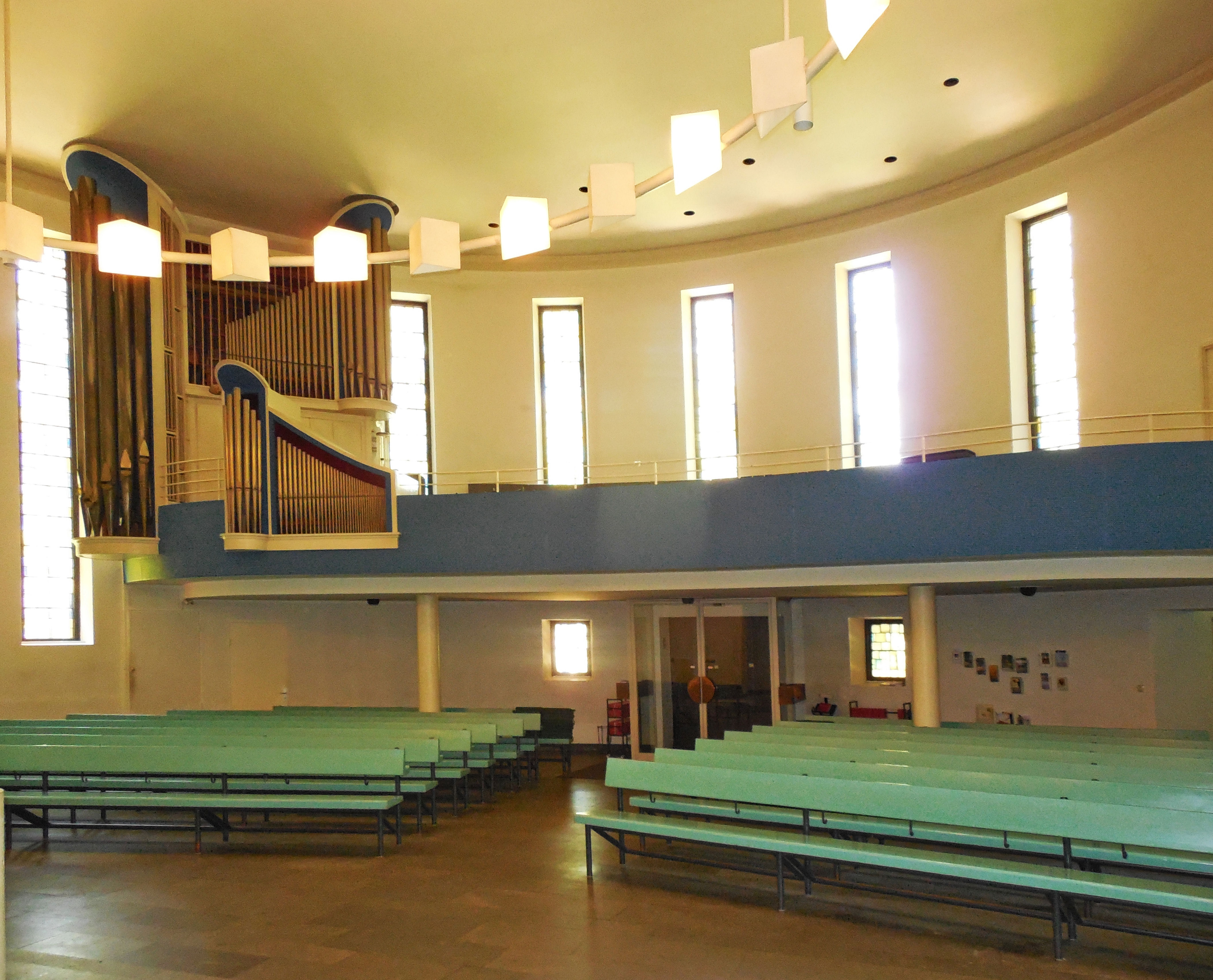
Orgel auf der Empore

## Ausstattung
Altar, Kanzel und Taufstein wurden 1967 erneuert und von Bildhauer Hans Kock aus weiß gefärbtem Beton geformt. Auf der um zwei Stufen erhöhten Altarinsel steht neben dem Altar ein feuervergoldetes Bronzekreuz des Künstlers Hermann Jünger. Hinter dem Altarbereich findet sich seit 1979 ein Triptychon der Fuldaer Benediktinerin Lioba Munz. In Senkemaille-Technik versinnbildlichte sie das Motto „ora et labora“ mit König David sowie Adam und Eva, die sich jeweils Christus zuwenden.
Die blauen und grünen Akzente am Orgelprospekt, an der Emporenbrüstung und den Bänken wurden von Architekt Grundmann 1966/67 den Farben der expressionistischen Fenster entlehnt.

### Orgel
Die heutige auf der rückwärtigen Empore asymmetrisch aufgestellte Orgel wurde von der Hamburger Werkstatt Rudolf von Beckerath Orgelbau 1963 gebaut und 1978 erweitert. Sie hat nun 33 Register auf drei Manualen und Pedal.

### Glocken
Drei Glocken mit den Tönen eis’, gis’ und a‘ hängen im Dachreiter.